# Saint-Fargeau-Ponthierry
Saint-Fargeau-Ponthierry là một xã ở tỉnh Seine-et-Marne, thuộc vùng Île-de-France ở miền bắc nước Pháp.

## Dân số
Người dân ở Saint-Fargeau-Ponthierry được gọi là Thierrypontains or' Ferréopontains.
Điều tra dân số năm 1999, xã này có dân số là 11.224.